# Ryszard Tadeusz Szymczak

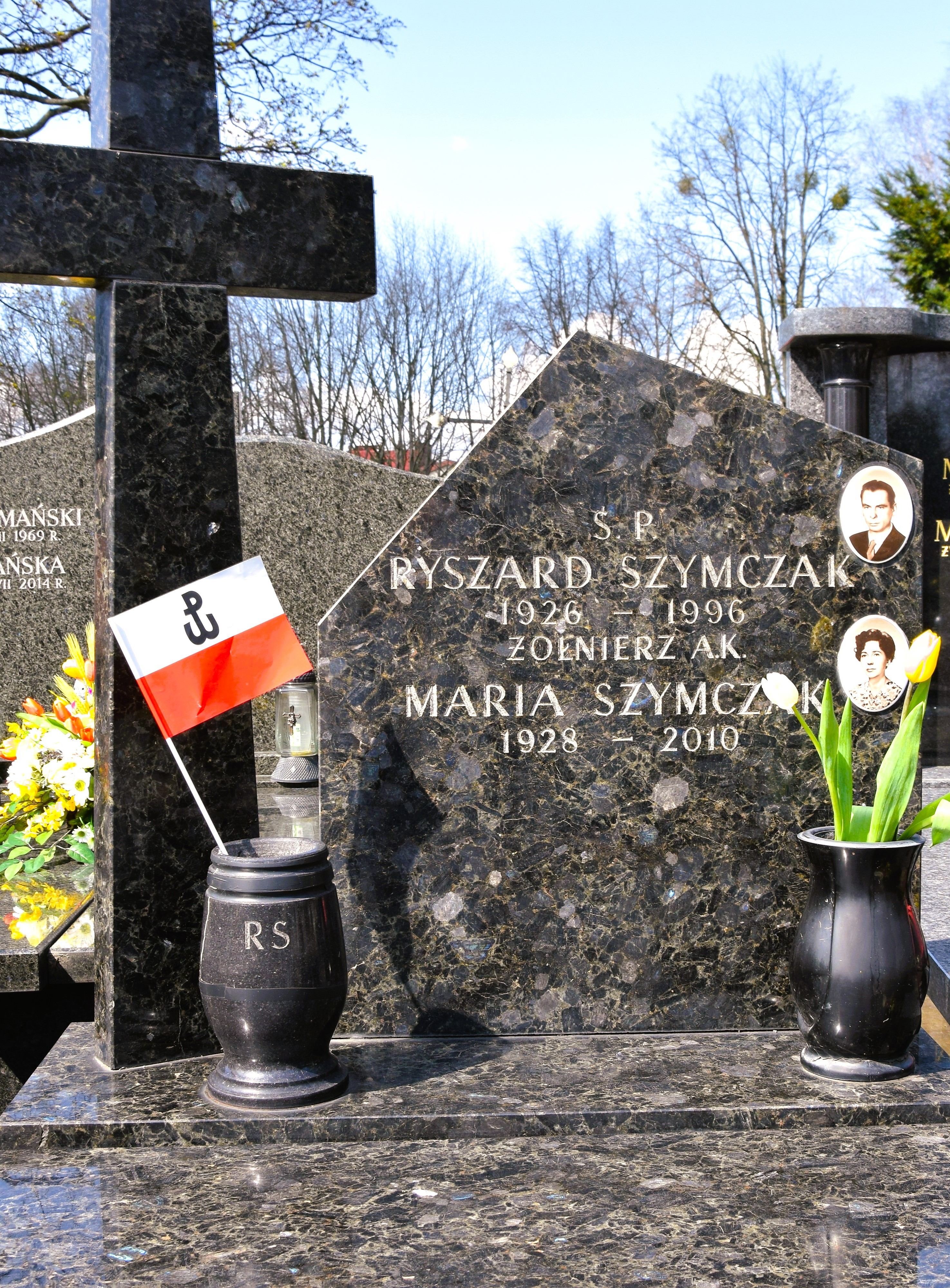
Grób Ryszarda Szymczaka na Cmentarzu Wilanowskim

Ryszard Tadeusz Szymczak ps. „Czarny” (ur. 18 lutego 1926 w Koninie, zm. 5 czerwca 1996 w Warszawie) – żołnierz AK, uczestnik powstania warszawskiego.

## Życiorys
W listopadzie 1942 r. został zaprzysiężony w TOW (Tajna Organizacja Wojskowa). Przyjął pseudonim „Czarny” i został przydzielony do zespołu dywersji, pod dowództwem Antoniego Bieniaszewskiego ps. „Antek”. Brał udział w akcjach mających na celu niszczenie środków komunikacji wroga, podpalanie składów i magazynów, wywoływanie zakłóceń w ruchu kolejowym. W marcu 1943 r. rozkazem dowódcy AK włączono TOW do AK i przekazano do Kedywu (Kierownictwo Dywersji Komendy Głównej AK), jako Kolegium C. 3 sierpnia 1944 r. Kolegium C włączono do Batalionu Kiliński jako 8. kompanię i podporządkowano bezpośrednio dowódcy obwodu Warszawa Śródmieście.
1 sierpnia 1944 r. stawił się w miejscu koncentracji w budynku gimnazjum im. Hoffmanowej przy ul. Zgoda. Otrzymał legitymację AK nr 159. Walczył w Śródmieściu Północnym w rejonie ulic Plac Napoleona, Bracka, Marszałkowska, Al. Jerozolimskie. Brał udział w jednym z ataków na PASTę. Był w obsadzie Barykady – Przejścia w Al. Jerozolimskich łączącego Śródmieście Północne z Południowym. Ranny 15 sierpnia, po opatrzeniu wrócił do walki. W sierpniu 1944 r. został awansowany na stopień starszego strzelca, potem kaprala. W związku z pogorszeniem stanu zdrowia po postrzale przeniesiony został we wrześniu 1944 r. do szpitala Wspólna 27/Wspólna 58. 9 października wywieziono go do obozu jenieckiego Stalag IVB w Muhlberg, gdzie został wyzwolony w marcu 1944 r. przez wojska III Armii Amerykańskiej i wstąpił do kompanii wartowniczej przy tej armii. Do Polski wrócił w czerwcu 1947 r. Do końca życia był związany z ruchem harcerskim. Pochowany został na Cmentarzu Wilanowskim w Warszawie.

## Ordery i odznaczenia
- Medal Zwycięstwa i Wolności 1947
- Medal Wojska trzykrotnie 1948
- Medal za Warszawę 1939–1945 1948
- Krzyż Walecznych 1949
- Krzyż Armii Krajowej 1972
- Warszawski Krzyż Powstańczy 1982
- Krzyż Kawalerski Orderu Odrodzenia Polski 1986
- Medal „Za zasługi dla obronności kraju” 1988
- Krzyż „Za Zasługi dla ZHP” z Rozetą – Mieczami 1988
- Krzyż Partyzancki 1995

Źródła: Muzeum Powstania Warszawskiego, „Czarny” – Kolegium C: historie wojenne, historie rodzinne.